# Дунавацу де Сус (Тулћа)
Дунавацу де Сус (рум. Dunavățu de Sus) насеље је у Румунији у округу Тулћа у општини Муригиол. Oпштина се налази на надморској висини од 11 m.

## Становништво
Према подацима из 2002. године у насељу је живело 229 становника, од којих су сви румунске националности.